# قائمة حكام مصر من سلالة محمد علي باشا
حكام مصر من أسرة محمد علي باشا استمر حكم أسرة محمد علي باشا لمصر في الفترة ما بين 1805م و 1953م وتمدد حكمهم أيضاً نحو السودان لمدة طويلة خلال هذه الفترة، بالإضافة إلى الشام والحجاز خلال النصف الأول من القرن التاسع عشر. بدأ حكم الأسرة بعد أن قامت الحملة الفرنسية على مصر، وتولّى نابليون بونابرت حكم مصر، أرسلت الدولة العثمانية عام 1801م قائداً عسكرياً أرناؤوطي بجيشه على وجه السرعة إلى مصر لطرد الفرنسيين، كان هذا القائد هو محمد علي باشا مؤسس الأسرة. نجح محمد علي في طرد وهزيمة الفرنسيين، مما أدى إلى حدوث فراغ في السلطة وحكم البلاد، التي كانت إيالة عثمانية منذ القرن السادس عشر ميلادي، بالرغم من احتفاظ المماليك ببعض السلطات والنفوذ عسكرياً. تمكن محمد علي من توطيد سيطرته على مصر، وأعلن نفسه الخديوي على البلاد. رفض الباب العالي العثماني الاعتراف بهذا اللقب، واعترف بدلاً عن ذلك في 18 يونيو، 1805م لمحمد علي بلقب أقل منه وهو والي، خلفاً لأحمد خورشيد باشا. مارس محمد علي دور الخديوي على أرض الواقع، وبسط نفوذه بعد توطيده للسلطة جنوباً على السودان، وشرقاً على المشرق العربي والشام تحديداً. وفي عام 1840م، ضمنت معاهدة لندن لمحمد علي طلبه بخصوص توريث سلالته الحكم، ما عدا الأراضي في بلاد المشرق والتي سوف تعود تحت حكم الباب العالي بعد وفاة محمد علي.
حكم محمد علي 43 عاماً وهذه المدة هي أطول فترة حكم في تاريخ مصر الحديث، والثانية في تاريخ مصر. ويعد «أبو مصر الحديثة»، أهم حكام سلالته، نظراً للإصلاحات الزراعية والإدارية والعسكرية الضخمة التي فرضها في البلاد. بينما كانت فترة حكم ابنه إبراهيم باشا أقصر فترة حكم في السلالة. الذي تختلف فترة حكمة من مصدر إلى آخر، اعتماداً على ما إذا كانت تحسب فترة الحكم تحت الوصاية أم لا. وعلى عكس ما قد توحي فترة حكمه القصيرة، فإن إبراهيم باشا بعيد كل البعد على أن يكون شخصية مهملة تاريخاً أو ليست ذا أثر، بالرغم من أن أغلب إنجازاته تمت تحت الوصاية وقبل صعوده على العرش. أما خليفته عباس حلمي الأول فبعكس إبراهيم باشا ومحمد علي لم يكن له شأن في حرب أو سياسة، وقد وصفه لورد كرومر على أنه «أسوأ المستبدين الشرقيين»، وقد أوقف العمل بجميع الإصلاحات التي تمت قبله، مما يجعله الحاكم الأكثر إثارةً للجدل في العائلة.
كان كلاً من سعيد باشا وإسماعيل باشا، كانا أكثر انفتاحاً على الطابع الغربي، واستمرت عملية التوسيع والتحديث في البلاد التي أنشأها محمد علي، ولكن بشكل أكثر سخاءً. اشتهر الخديوي إسماعيل بافتتاحه قناة السويس، بالإضافة لإعادة بناء مناطق في القاهرة على طراز هاوزمان الأوروبي. أدت سياسته سخية في الاحتفالات وتطوير القاهرة على الطراز الأوروبي إلى إفلاس البلاد، مما أدى إلى تزايد نفوذ الدائنين الأوروبيين في البلاد والتدخل في شئونها الداخلية. تولّى توفيق باشا نجل إسماعيل الحكم بعد والده، وتضائلت سلطته في أعقاب ثورة عرابي، وتحول لاحقاً إلى تابع للاحتلال البريطاني في البلاد في عام 1882 بنظام الحكومة العميلة. وبعدها حاول ابنه عباس حلمي الثاني وقف وتقليل النفوذ البريطاني، الذي أطاح به في 1914 دون النجاح عن فصل الحكم عن البريطانيين. ثم استمرت فترة حكم حسين كامل خليفته ثلاث سنوات فقط، وكان بها ما يشبه فترة خلو العرش. تبعه فؤاد الأول والذي يعتبر علماً تاريخاً. ووصفه المؤرخ فيليب مانسيل بأنه «آخر الملوك العظماء في التاريخ»، حدثت في عهدة ثورة 1919، ثم اعترفت المملكة المتحدة باستقلال مصر بعدها. ومع ذلك، فقد رفض الإنجليز الاعتراف باستقلال السودان ضمن اعترافها باستقلال مصر، واستمرت النظام على السودان المصري الإنجليزي. بعد وفاة فؤاد، تولّى فاروق الأول ملك مصر والسودان، وكان آخر حاكم فعلي من أسرة محمد علي. تنازل قسرياً عن الحكم في أعقاب ثورة يوليو، التي قامت بها مجموعة منشقة من أفراد الجيش، تنازل لإبنه الرضيع فؤاد الثاني كملك صوري، قبل أن يتم رسمياً إلغاء الملكية في 18 يونيو، 1953.[ب]
حكمت أسرة محمد علي بنظام الملكية المطلقة حتى تم تأسيس دستور للحكم في أغسطس 1878. بعد تفكك الدولة العثمانية، ظهرت مملكة مصر والسودان كأقوى وأكبر القوى في الشرق الأوسط. شهدت البلاد ضعف في السلطات المصرية في أثناء الاحتلال البريطاني، فيما مارسوا بعد الاستقلال سلطات وصلاحيات أكبر، وكان دستور مصر 1923 أفضل دستور من ناحية الحريات في تاريخ البلاد. وبرغم من أن حكم الملك فؤاد الأول كان أوتوقراطياً، بسبب تجاهله لكثير من أحكام وتشريعات الدستور، إلا أنه كانت مجالس مصر والسودان التشريعية أكثر المجالس التشريعية حريةً في المنطقة. وخلال عهده وابنه فاروق، شهدت البلاد ستة انتخابات برلمانية حرة، وتمتعت الصحافة بالحرية، فضلاً عن تطبيق نظام قضائي مستقل. ويرى فيليب مانسيل، أن «النظام الملكي المصري كان نظاماً رائعاً جداً، وقوياً ولديه قاعده شعبيه كبيرة، إلا أن نهاية الملك فارق والأسرة الحاكمة بهذه الطريقة المخزية هي حقاً أمرٌ لا يمكن تفسيره». ويعتبر الكثيرون أن بداية سقوط سلالة محمد علي بدأت مع حادثة قصر عابدين في 4 فبراير، 1942، والتي فقد خلالها الملك فاروق قدراً كبيراً من مصداقيته أمام الشعب. زاد الاستياء تجاه النظام والقوات المسلحة المصرية عقب هزيمة البلاد في حرب 48. شكّل البكباشي جمال عبد الناصر في منتصف عام 1949 تنظيماً سرياً مع أربعة ضباط جيش آخرين، أطلقوا عليه اسم حركة الضباط الأحرار، الذي قاد الثورة في 23 يوليو، 1952، والذي تحول إلى ثورة 1952. كان إسقاط النظام الملكي، وإنشاء حكومة جمهورية ثورية، كان الأول من نوعه في العالم العربي، وكان حدثاً حاسماً في المنطقة تسارعت بعده نداءات القومية العربية، الأمر المشابه لتأثير الدومينو، فحدثت انقلابات عسكرية على الملكية في كلاً من المملكة العراقية (1958)، شمال اليمن (1962)، والمملكة الليبية (1969). تحولت مصر بعد سقوط الملكية إلى نظام جمهوري، وعلى الرغم من أن إقامة حكم ديموقراطي حقيقي كان واحداً من المبادئ الرئيسية الستة للثورة، إلا أنه تم حظر الأحزاب السياسية في عام 1953، وتحولت البلاد إلى ديكتاتورية عسكرية شمولية، بعد أن قام مجلس قيادة الثورة بعزل محمد نجيب الذي تمسك بالديموقراطية وتعيين جمال عبد الناصر رئيساً للبلاد. قضى عبد الناصر بذلك على التعددية التي كانت مزدهرة والتي ميزت الحياة السياسية في الفترة الأخيرة لحكم الأسرة عن باقي المنطقة. وعلى الرغم من تطبيق نظام تعدد الأحزاب في عام 1976، إلا أن الحريات لم تكن أبداً كتلك التي كانت في العهد الملكي، وكانت أشبه بالصورية والكرتونية. وكأغلب العائلات المخلوعة، قام النظام الثوري في مصر بحملة تشوية ضد العائلة، ووصل الأمر لطمس صور الملك من الأفلام وتغيير أسماء المناطق العامة. ومع كل هذه الإجراءات، بدأ تفكير على نطاق واسع شعبياً  بالرغبة في معرفة معلومات أكثر عن العائلة الملكية السابقة، وقد تم تصوير مسلسل عن حياة الملك فاروق عام 2007.

## قائمة الحكام

### ولاية/خديوية غير معترف بها (1805-1867)
في الفترة ما بين 1805 وحتى 1867، ظلت مصر رسمياً ولاية عثمانية (إيالة مصر) يحكمها والي نيابةً عن السلطان العثماني، لكنها كانت بحكم الأمر الواقع مستقلة، حيث كان ينصب الوالي نفسه خديوي ويمارسه أغلب سلطاته كخديوي. وعلى الرغم من وضع مصر القانوني كولاية، تمتع الولاة في مصر بقوة سياسية وصلاحيات أكثر من التي تمتع بها أحفادهم في الحكم، عندما كانت مستقلة إسمياً فقط في وقت لاحق تحت حكم السلاطين والملوك. خلال القرن التاسع عشر، حافظت الدولة العثمانية على هيمنتها الصورية على مصر، من خلال دفع مصر جزبة سنوية لها. بالإضافة إلى أنه وبالرغم من تأكيد معاهدة لندن سنة 1840 على أن الدولة يتم فيها التوارث كملكية وراثية، كان على كل حاكم جديد الحصول على فرمان (مرسوم) من السلطان العثماني يؤكد تعينه الوالي، ولا يستطيع ممارسة عمله في مكتبه رسمياً من دون المرسوم. وحتى عام 1866، كان التوارث في الحكم يتم بناءً على الأقدمية، مما يعني أن الوالي الجديد هو أكبر أعضاء الأسرة الذكور على قيد الحياة من السلالة. وبذلك يكون التوارث على أساس العمر، وليست صلة القرابة. وهذا يفسر لماذا لم يخلف إبراهيم باشا أي من أبنائه بشكل مباشر.
| الوالي                                                                                  | صورة | العلاقة مع سلفه    | حكم من         | حكم حتى        | مصيره                                                                             |
| --------------------------------------------------------------------------------------- | ---- | ------------------ | -------------- | -------------- | --------------------------------------------------------------------------------- |
| محمد علي باشا                                                                           |      | --                 | 18 يونيو 1805  | 20 يوليو 1848  | - حلَّ محله إبراهيم باشا بسبب تدهور حالته الصحية. - توفي في الإسكندرية في عام 1849. |
| مجلس وصاية على العرش[ج] تولي صلاحيات الوالي محمد علي باشا (15 أبريل 1848—20 يوليو 1848) |      |                    |                |                |                                                                                   |
| إبراهيم باشا                                                                            |      | يفترض أنه ابنه [د] | 20 يوليو 1848  | 10 نوفمبر 1848 | - حكم حتى وفاته.                                                                  |
| عباس حلمي الأول                                                                         |      | ابن أخ             | 10 نوفمبر 1848 | 13 يوليو 1854  | - حكم حتى وفاته. - اغتيل في ظروف غامضة. [ه]                                       |
| محمد سعيد باشا                                                                          |      | عم غير شقيق        | 14 يوليو 1854  | 18 يناير 1863  | - حكم حتى وفاته.                                                                  |
| إسماعيل باشا                                                                            |      | ابن أخ غير شقيق    | 19 يناير 1863  | 8 يونيو 1867   | - أصبح خديوي.                                                                     |

### الخديوية (1867-1914)
اعترف السلطان العثماني عبد العزيز الأول في 8 يونيو، 1867، بإسماعيل باشا كخديوي لمصر رسمياً، وهو منصب أعلى من الوزير، ولكن أقل من الخليفة. وبالرغم من حصول حاكم مصر على لقب خديوي رسمياً، إلا أنه كانت لدى السلطان العثماني صلاحيات بتنصيب وعزل الخديوي بقرار إمبراطوري. إلا أنه وبارتباط الخديوي بالعثمانيين في التعيين والعزل، فإنه قد مارس أغلب السيادة واتخذ أغلب الإجراءات، بما في ذلك تعيين مجلس الوزراء ورئيس جامعة الأزهر وكبار ضباط الجيش والبحرية. واستطاع أيضاً توقيع معاهدات مع دول أجنبية، واقتراض الأموال من الخزينة. وفي 17 مايو 1866، أصدر السلطان عبد العزيز سلطان الدولة العثمانية فرمان 17 مايو 1866 الإمبراطوري على طلب الخديوي إسماعيل، والذي يقتضي بتغير طريقة توارث الحكم ليصبح على أساس صلة القرابة المباشرة لأقرب ذكر، بدلاً من الأقدمية. بعد الاحتلال البريطاني للبلاد في عام 1882، كانت ممارسة الخديوي للسلطة بشكل محدود، واعتمدت على مشورته لوكيل القنصل الذي أصبح الحاكم الفعلي للبلاد.
| خديوي            | صورة | العلاقة مع سلفه | حكم من        | حكم حتى        | مصيره |
| ---------------- | ---- | --------------- | ------------- | -------------- | --- |
| إسماعيل باشا     |      | انظر أعلاه      | 8 يونيو 1867  | 26 يونيو 1879  | - أُطيح به من قبل بريطانيا وفرنسا - عزل رسمياً من قبل السلطان العثماني عبد الحميد الثاني. - توفي في المنفى في اسطنبول في عام 1895.    |
| توفيق باشا       |      | نجل             | 26 يونيو 1879 | 7 يناير 1892   | - حكم حتى وفاته. |
| عباس حلمي الثاني |      | نجل             | 8 يناير 1892  | 19 ديسمبر 1914 | - خُلِع من قبل البريطانيين في أعقاب اندلاع الحرب العالمية الأولى. - تنازل عن العرش عام 1931.[و] - توفي في المنفى في جنيف في عام 1944. |

### سلطنة (1914-1922)
في 19 ديسمبر 1914، تم عزل عباس حلمي الثاني من قبل الإنجليز، بينما كان في زيارة لفيينا بسبب موقفه المناهض للبريطانيين. قطعت بريطانيا الروابط -الإسمية- بين مصر والدولة العثمانية، وبالتالي فقد أنهت وضع البلاد كخديوية. قام رئيس الوزراء حسين رشدي باشا بتسيير الأعمال حتى تم اختيار عم عباس حلمي غير الشقيق حسين كامل كحاكم جديد للبلاد. فكّرت بريطانيا لبعض الوقت أن تضع حداً لأسرة محمد علي في الحكم، وتنصيب آغا خان الثالث كحاكم على البلاد. تولى حسين كامل الحكم وأخد لقب سلطان مصر، مساوياً نفسه بالسلطان العثماني من ناحية الصلاحيات المطلقة. ومع التحرير من القبضة العثمانية، انتقلت مصر للقبضة البريطانية، ولم يجعل الاستقلال عن سلطة العثمانيين الإسمية استقلالاً حقيقياً بل جعلها محمية، حيث كانت السلطة الحقيقية والعليا في يد المفوض السامي.
| سلطان      | صورة | العلاقة مع سلفه | حكم من         | حكم حتى       | مصير             |
| ---------- | ---- | --------------- | -------------- | ------------- | ---------------- |
| حسين كامل  |      | عم غير شقيق     | 19 ديسمبر 1914 | 9 أكتوبر 1917 | - حكم حتى وفاته. |
| فؤاد الأول |      | أخ غير الشقيق   | 9 أكتوبر 1917  | 15 مارس 1922  | - أصبح ملكاً.     |

### المملكة (1922-1953)
بعد ثورة 1919، أصدرت المملكة المتحدة في 28 فبراير، 1922، تصريحاً من طرف واحد تؤكد فيه انتهاء الوصاية على مصر وأن مصر دولة مستقلة ذات سيادة على أرضها. نصّب السلطان فؤاد الأول نفسه في 15 مارس، 1922 ملك مصر. وترجع بعض التقارير سبب تغيير الاسم ليس فقط بسبب الاستقلال الجديد للبلاد فقط، بل رغبة فؤاد في أن يطلق عليه نفس اللقب الذي اتخذته الممالك الجديدة في كلاً من سوريا والعراق والحجاز. بينما قال الزعيم القومي سعد زغلول أن السبب وراء تغيير الاسم من سلطان (ما يعادل الإمبراطور) إلى ملك (الذي يعتبر أقل من سلطان) أن بريطانيا لن تعترف بحاكماً مستقلاُ لمصر ينادى بنفس ما تنادى به الأسرة الحاكمة هناك.
بقي استقلال مصر غير مكتمل بسبب استمرار الاحتلال البريطاني للبلاد. وبقي النفوذ البريطاني متفشياً، كما اتضح في حادثة قصر عابدين 1942، والتي كانت أن تؤدي إلى تنازل فاروق الأول قسرياً عن الحكم. في أكتوبر 1951، قدّم رئيس الوزراء مصطفى النحاس مرسوماً وافق عليه البرلمان، بإلغاء المعاهدة البريطانية المصرية لعام 1936 من جانب واحد، والتي أعلن بعدها فاروق الأول ليصبح ملك مصر والسودان. تمت هذه الخطوة من أجل الحصول على المزيد من الامتيازات في السودان، الذي كان كان يدار بسيادة مشتركة بمسمى السودان المصري الإنجليزي منذ عام 1899.
| الملك                                                                    | صورة                                                                     | العلاقة مع سلفه                                                                   | حكم من                                                                            | حكم حتى                                                                           | مصيره                                                                                  |
| ------------------------------------------------------------------------ | ------------------------------------------------------------------------ | --------------------------------------------------------------------------------- | --------------------------------------------------------------------------------- | --------------------------------------------------------------------------------- | -------------------------------------------------------------------------------------- |
| فؤاد الأول                                                               |                                                                          | انظر أعلاه                                                                        | 15 مارس 1922                                                                      | 28 أبريل 1936                                                                     | - حكم حتى وفاته.                                                                       |
|                                                                          |                                                                          | مجلس وصاية على العرش[ز] تولي صلاحيات الملك فاروق الأول (8 مايو 1936—29 تموز 1937) |                                                                                   |                                                                                   |                                                                                        |
| عزيز عزت باشا                                                            | الرئيس الأمير محمد علي                                                   | شريف صبري باشا                                                                    |                                                                                   |                                                                                   |                                                                                        |
| فاروق الأول                                                              |                                                                          | نجل                                                                               | 28 أبريل 1936                                                                     | 26 يوليو 1952                                                                     | - أُجبر على التنازل عن العرش عقب ثورة يوليو 1952. - توفي في المنفى في روما في عام 1965. |
| ثورة يوليو [ب]                                                           |                                                                          |                                                                                   |                                                                                   |                                                                                   |                                                                                        |
| مجلس الوزراء تولي صلاحيات الملك فؤاد الثاني (26 يوليو 1952—2 أغسطس 1952) | مجلس الوزراء تولي صلاحيات الملك فؤاد الثاني (26 يوليو 1952—2 أغسطس 1952) | مجلس وصاية على العرش تولي صلاحيات الملك فؤاد الثاني (2 أغسطس 1952—14 أكتوبر 1952) | مجلس وصاية على العرش تولي صلاحيات الملك فؤاد الثاني (2 أغسطس 1952—14 أكتوبر 1952) | مجلس وصاية على العرش تولي صلاحيات الملك فؤاد الثاني (2 أغسطس 1952—14 أكتوبر 1952) | الأمير الوصي تولي صلاحيات الملك فؤاد الثاني (14 أكتوبر 1952—18 يونيو 1953)             |
| رئيس الوزراء علي ماهر باشا                                               | رئيس الوزراء علي ماهر باشا                                               | بهي الدين بركات باشا                                                              | الرئيس الأمير محمد عبد المنعم                                                     | رشاد مهنا                                                                         | الأمير محمد عبد المنعم                                                                 |
| فؤاد الثاني                                                              |                                                                          | نجل                                                                               | 26 يوليو 1952                                                                     | 18 يونيو 1953                                                                     | - إلغاء النظام الملكي، وقيام الجمهورية - يعيش حاليا في المنفى.                         |